# Hé-mannetjes
De hé-mannetjes, heemennekes, heemenkes (Twente) of heemannegies (Drenthe, Noord-Overijssel), ook gespeld als hee-män(ne)kes, zijn een volkje uit oude Oost-Nederlandse volksverhalen. Mensen menen dat het ronddwalende zielen zijn, die tijdens hun leven iets verkeerd gedaan hadden. Daarom moeten ze nu dwalen en vallen ze mensen lastig. Naast dat de verhalen over de hé-mannetjes een stichtelijke boodschap hebben, werden ze ook ter vermaak doorverteld.
De hé-mannetjes danken hun naam aan het geloof dat de dwalende zielen als kleine mannetjes langs de weg zaten, en mensen die 's nachts op pad waren lastigvielen door constant "Hé!" te schreeuwen en dwars te liggen.
Net als bij de volksverhalen over de Witte wieven, bestaan er meerdere verhalen over de hé-mannetjes die samen een volledig beeld geven van wat de hé-mannetjes zijn.

## Voorbeeld
Een bekend Twents verhaal gaat er over dat de witte wieven ruzie hadden met de hé-mannetjes. Het verhaal gaat dat de witte wieven in de oude grafheuvels bij Rossum wonen. De hé-mannetjes vonden dat ook wel een mooie plek om te wonen. De witte wieven wilden hun woning natuurlijk niet afstaan, wat uiteindelijk op een veldslag uitliep. Er werd een afspraak gemaakt om het op te lossen: de witte wieven bleven waar ze waren, want zij woonden er het langst. De hé-mannetjes moesten ergens anders wat bouwen. Maar het mooiste witte wief moest trouwen met de koning van de hé-mannetjes.

## Nut
Het nut van het hé-mannetjesgeloof was om de mensen zich netjes te laten gedragen, want wat als ze zelf zo'n onrustige, dwalende ziel zouden worden. Mensen die bang waren voor de hé-mannetjes gingen bij zichzelf na of ze wel goed leefden en pasten hun gedrag daar op aan.
Naast het stichtelijke van de verhalen zat er ook een element van vermaak in. De verhalen stamen uit de tijd dat de meeste mensen niet konden lezen of schrijven, dus boekvermaak was er niet of nauwelijks. De verhalen werden om het vuur verteld. Soms, als er bekend werd dat er een verteller op bezoek kwam, werd de hele noaberschap uitgenodigd om naar de verhalen te luisteren.

## Hé-mannetjes in boeken
Over hé-mannetjes is niet veel geschreven, ook niet in de Nedersaksische literatuur. Het enige bekende verhaal dat over de hé-mannetjes gaat, is van de hand van G.B. Vloedbeld in zijn boek Mans Kapbaarg, waarin een van de hoofdfiguren tijdens een gevecht in het Franse leger wordt geholpen door de hé-mannetjes, omdat hij de hé-mannetjes eerder geholpen had. De beschrijving:
En dow gebeuren der wat vrömds! In ees bleewen de peerden staon oop de stie, woer ze stönnen, zon vieftig tred van oons of en hoo of de dragonners ook domneren, 't hölp eer niks, de knollen steigeren en sprungen, mer kwammen gennen doembreed vuuroet.
"Kaans doew heugte kriegen van zon gekkenspil?" zeg ik tegen Naats.
"De heemenkes van 't Oale Begreawen!" griemken Naats. "Zee hoolt de peere nen bentel vuur de peute, kiekt miej mer ees aower de rechter scholder." Ik deu dat en non zag ik dee bentels ook. [...]
"Heuw ees, Jans, zeg Ploogstat, "wat har de Boornse jong toch met de heemenkes?"
"Dat vreug ik ook an Naats en oonderwiel da'w oop Brussel oop an reden, hef hee miej dat oetvoerig vertöllen. Ik zal 't in 't kot nao vertellen. Hee zeg, hee kwam vergangen jaor oop 'n maol te middag met Dieks, wat zienen knecht is, van 't tuffellaand, zee wollen naor 't hoes hen achielen en in de hoge beelten van 't Oale Begreawen daor heuren ze oop ees 'n gerammel met schöttelen en leppelen - de heemenkes wollen net anvallen!
Doo zeg Dieks: "Boer, lao'w ees drieste hen gaon en vraogen dee heemenkes, of wiej met meugt etten. Ik zin na beniejd, wat ze oopschaft en wiej spoort den löp naor 't hoes oet."
Non, dat göng an. De heemenkes zeaden voort: "Smiet oe daal, keerls, en tast too. Doot mer net, of iej in 't hoes zint biej oew moo". En doo hebt ze eer geneugten getten an ne goolne taofel oet goolne teelders. Et mut na lekker hebben wes. Benaamd de knecht den raken em, de kneupe sprungen em antlesten van de bokse, mer doo hee zien gerak har, stön dat rowmoos oop en göng hen zoonder de heemenkes te bedaanken. Dat is em leelk oopbrökken! Seend den tied har e iederbod wat vot; dan ziene tebaksdeuze, dan zienen knief of zien allozie, vaak mos hee der dree kotten dree langen naor zeuken en dan was 't aait: hee zoch zien peerd en zit er oop. Zo geet 't, a'j de heemenkes te nao komt. Mer Naats danken eer vrendlik vuur 't rieklike etten en hee neugen eer zee zollen 't ees 'n maol wier oophalen, ziene duur stön aait vuur eer lös. En hee lea ook nen schillink geld onder zienen teelder.
Seend den tied har de Boornse jong ne goo zied met de heemenkes en daor har e mennigmaol gemak van. Den Naats kon tòch a meer as alman en non stönnen dee oonklaoren van heemenkes em ook nog half. Gen woonder dat Napolion biej Waterloo de pan wierum brachen.